# Jüdisches Museum Berlin
Das Jüdische Museum Berlin (JMB) im Berliner Ortsteil Kreuzberg ist das größte jüdische Museum Europas. Es wurde im September 2001 als Stiftung öffentlichen Rechts eröffnet. Mit seinen Ausstellungen und weiteren Angeboten vermittelt es die Geschichte der Juden in Deutschland und jüdische Kultur bis zur Gegenwart.
Das Museum besteht heute aus einem Ensemble von drei Gebäuden. In der Lindenstraße stehen das barocke Kollegienhaus sowie ein zickzackförmiger Neubau des Architekten Daniel Libeskind. Auf der gegenüberliegenden Seite der Lindenstraße befindet sich seit 2012 die „W. Michael Blumenthal Akademie“ in der ehemaligen Blumengroßmarkthalle. In der Akademie befinden sich das Archiv, die Bibliothek, die Museumspädagogik sowie ANOHA, die 2021 eröffnete „Kinderwelt des Jüdischen Museums Berlin“.
Das Museum zählt zu den meistbesuchten Museen Deutschlands. Ab der Eröffnung 2001 bis 2015 kamen 10 Millionen Besucher. Täglich sind es rund 2000 Besucher, jährlich etwa 700.000. Seit 2021 ist der Eintritt in die Dauerausstellung kostenlos.
Die Dauerausstellung Jüdische Geschichte und Gegenwart in Deutschland wurde 2020 geöffnet. Sie vermittelt einen Überblick über 1700 Jahre deutsch-jüdischer Geschichte, Kultur und Gegenwart in Deutschland.

## Geschichte

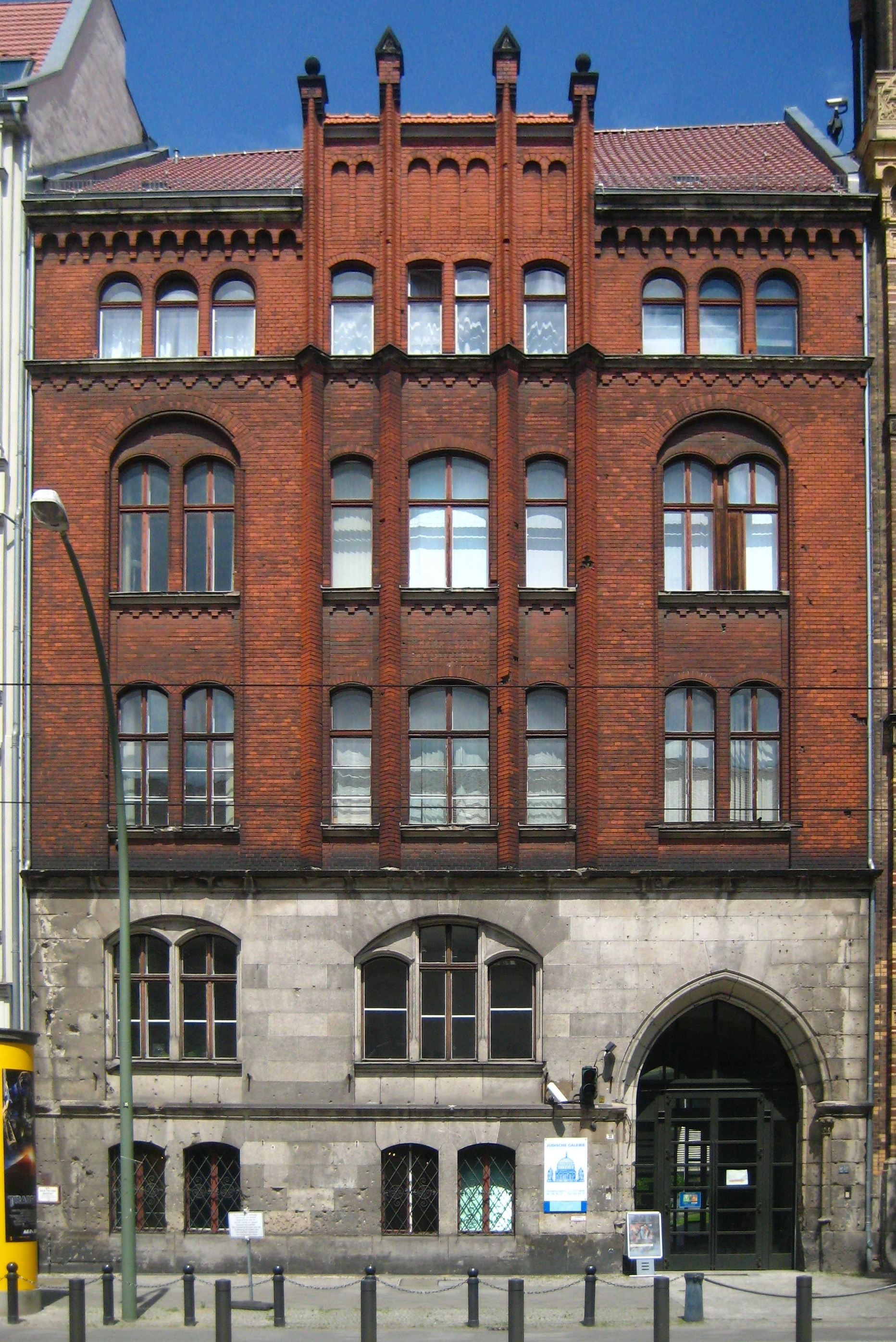
Ehemaliges Jüdisches Museum in der Oranienburger Straße

Am 24. Januar 1933, sechs Tage vor der „Machtergreifung“ des NS-Regimes, wurde Berlins erstes Jüdisches Museum in der Oranienburger Straße 31 in Berlin-Mitte eröffnet. Unter der Leitung von Karl Schwarz entstand damit direkt neben der Neuen Synagoge das weltweit erste Jüdische Museum, das neben Kunstwerken und historischen Zeugnissen der jüdischen Vergangenheit auch jüdische Kunst der Moderne sammelte und ausstellte. Die Kunstsammlung wurde als Beitrag zur deutschen Kunstgeschichte verstanden. Als eine der letzten Ausstellungen wurde eine Retrospektive über Alexander und Ernst Oppler gezeigt.
Am 10. November 1938 wurden während der Novemberpogrome das Museum durch die Geheime Staatspolizei geschlossen und das Museumsinventar beschlagnahmt. Heute befinden sich Teile dieser Kunstsammlung im Skirball Cultural Center in Los Angeles und im Israel-Museum in Jerusalem. Zum 300. Jahrestag der Jüdischen Gemeinde zu Berlin im Jahr 1971 entstand anlässlich der Ausstellung Leistung und Schicksal des Berlin Museums im Gebäude des alten Kammergerichts die Idee einer Neugründung des Museums. Aus der Jüdischen Abteilung des ehemaligen Berlin-Museums für Berliner Geschichte entstand das neue Jüdische Museum.
Daniel Libeskind gewann 1989 mit seinem Entwurf den ersten Preis eines Architektenwettbewerbs für die Erweiterung des Berlin-Museums. 1992 wurde der Grundstein für den Neubau gelegt. Während der Bauphase gab es heftige Diskussionen über die Nutzung des Neubaus und die Stellung der Jüdischen Abteilung. Am 1. Juni 1994 wurde Amnon Barzel zum Direktor des Jüdischen Museums, das zunächst weiter nur Teil des Berlin Museums war, berufen. Er setzte sich für dessen rechtliche Eigenständigkeit ein. Im Dezember 1997 folgte ihm W. Michael Blumenthal, der ebenfalls auf der Gründung eines eigenständigen jüdischen Museums im Altbau und im Neubau des Berlin-Museums bestand.
Am 1. Januar 1999 wurde das Jüdische Museum als Einrichtung des Landes Berlin gegründet. Schon zu diesem Zeitpunkt war der noch leere Neubau für Besucher geöffnet; er wurde mit dem Deutschen Architekturpreis 1999 gewürdigt. Unter der Leitung des neuseeländischen Projektdirektors Ken Gorbey wurde die Dauerausstellung des Jüdischen Museums in 18 Monaten entwickelt. Nach der Gala-Eröffnung am 9. September 2001 war das Museum am 13. September 2001 für das Publikum zugänglich. Wegen der Terroranschläge am 11. September 2001 wurde der ursprünglich geplante Eröffnungstermin um zwei Tage verschoben.
Der 14. Deutsche Bundestag verabschiedete 2001 das Gesetz zur Errichtung einer Stiftung Jüdisches Museum Berlin. Als bundesunmittelbare Stiftung ist das Museum eine eigenständige juristische Person des öffentlichen Rechts und Bestandteil der mittelbaren Staatsverwaltung des Bundes.

## Administration

### Stiftungsrat
Der Stiftungsrat des Jüdischen Museums Berlin besteht laut Stiftungsgesetz aus sieben bis zwölf Mitgliedern. Dies sind derzeit (Stand 2024):
- Claudia Roth – MdB, Staatsministerin, Beauftragte der Bundesregierung für Kultur und Medien, Vertreter(in) des Bundes
- Marianne Kothé – Abteilungsleiterin, Bundesministerium der Finanzen, Vertreter(in) des Bundes
- Sarah Wedl-Wilson – Staatssekretärin, Senatsverwaltung für Kultur und Gesellschaftlichen Zusammenhalt des Landes Berlin
- Daniel Botmann – Geschäftsführer des Zentralrats der Juden in Deutschland
- Klaus Mangold, Geschäftsführer der Mangold Consulting GmbH
- Michael Müller –  MdB, Regierender Bürgermeister von Berlin a. D.
- Annette Widmann-Mauz – MdB, Staatsministerin a. D.
- Michel Friedman – Jurist, Publizist, Philosoph
- Otto Fricke – Mitglied des Bundestages
- Katrin Adt – Leiterin Interne Revision, Mercedes-Benz Group AG
- Yfaat Weiss – Direktorin des Leibniz-Instituts für jüdische Geschichte und Kultur – Simon Dubnow

Stellvertretende Mitglieder:
- Konrad Schmidt-Werthern – Amtschef bei dem Beauftragten der Bundesregierung für Kultur und Medien, Vertreter(in) des Bundes
- Falk Goworek – Unterabteilungsleiter, Bundesministerium der Finanzen, Vertreter(in) des Bundes
- Sarah Wedl-Wilson – Senatorin für Kultur und Gesellschaftlichen Zusammenhalt des Landes Berlin
- Milena Rosenzweig-Winter – Geschäftsführerin der Jüdischen Gemeinde zu Berlin
- Andreas Audretsch, Mitglied des Bundestages
- Daniela Schadt – Journalistin
- Peter Raue – Rechtsanwalt und Partner, Raue PartmbB
- Dunja Hayali – Journalistin und Fernsehmoderatorin
- Dörte Dinger – Staatssekretärin, Chefin des Bundespräsidialamtes

Ehemalige Mitglieder des Stiftungsrats sind u. a. Götz Aly, Hella Dunger-Löper, Monika Grütters, Gerda Hasselfeldt, Salomon Korn, Hartmut Koschyk, Klaus Lederer, Bernd Neumann, André Schmitz, Stephan Steinlein und Johanna Wanka.

### Direktoren
- 1997–2014: W. Michael Blumenthal[13]
- 2014–2019: Peter Schäfer[14]
- seit 1. April 2020: Hetty Berg[15]

Zur Leitung des Museums gehören außerdem die Vermittlungs- und Digitaldirektorin Barbara Thiele, der Verwaltungsdirektor Lars Bahners und die Sammlungs- und Ausstellungsdirektorin Julia Friedrich.

## Architektur und Gebäude
Das Jüdische Museum Berlin besteht im Wesentlichen aus zwei Gebäuden, dem barocken Altbau des Kollegienhauses und dem Neubau im Stil des Dekonstruktivismus von Daniel Libeskind. Beide Häuser haben keine oberirdisch sichtbare Verbindung; sie sind durch das Untergeschoss miteinander verbunden. Oberirdisch an den Altbau ist ein weiterer Neubau angeschlossen, der als Gruppeneingang und Gruppengarderobe dient und auch einen Zugang zum Garten bietet. Von der Lindenstraße aus gesehen ist dieser Bau durch das große Hoftor verdeckt. Im September 2007 eröffnete das Museum den neuen Glashof, der nach einem Entwurf von Daniel Libeskind entstand. Das Glasdach überspannt den Innenhof des barocken Altbaus. Seit Ende 2012 wird das Ensemble durch die gegenüberliegende Akademie des Jüdischen Museums Berlin in der ehemaligen Blumengroßmarkthalle ergänzt. Hier sind Teile der Verwaltung und andere Abteilungen untergebracht.

### Kollegienhaus

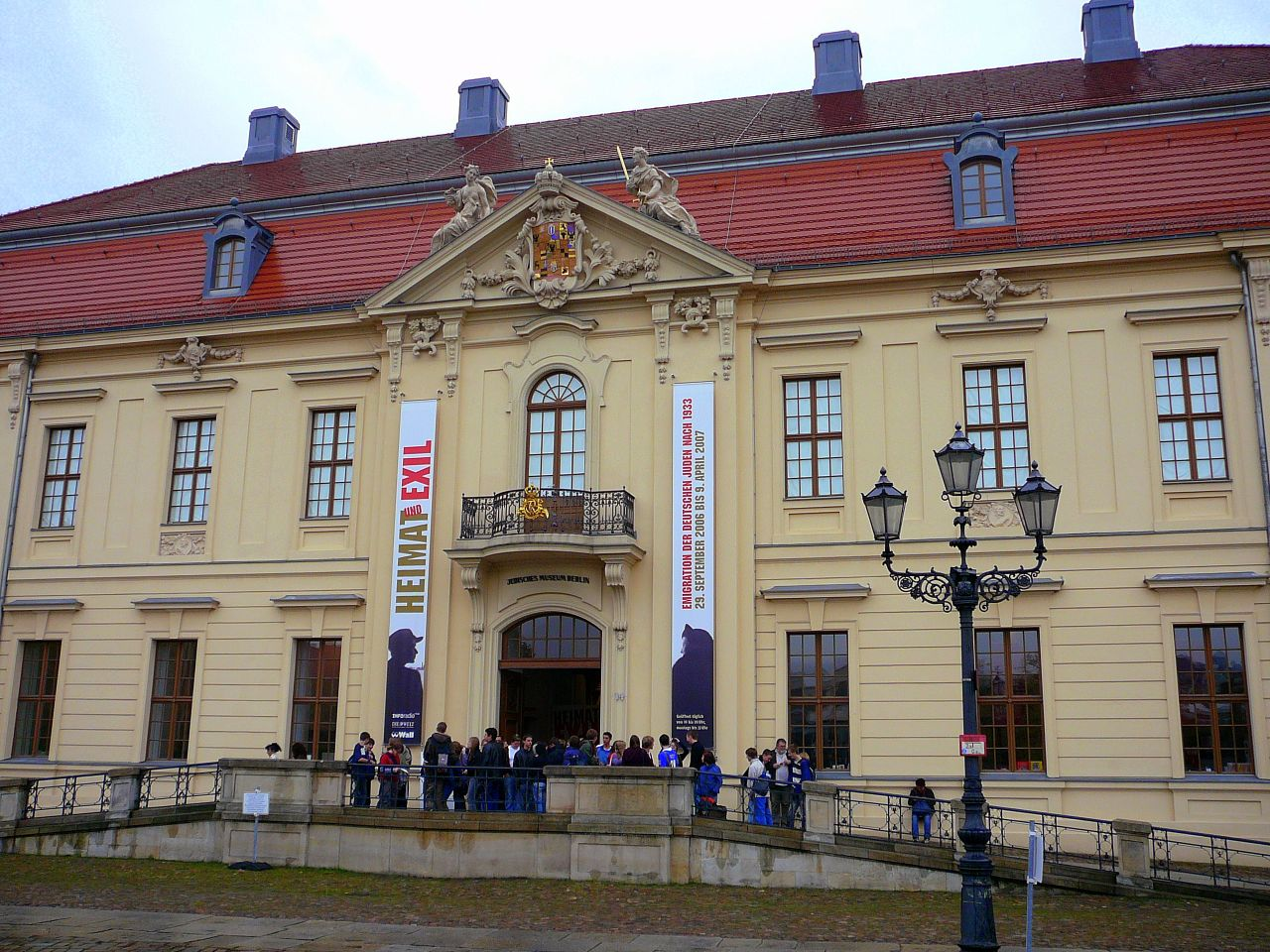
Kollegienhaus, 2006

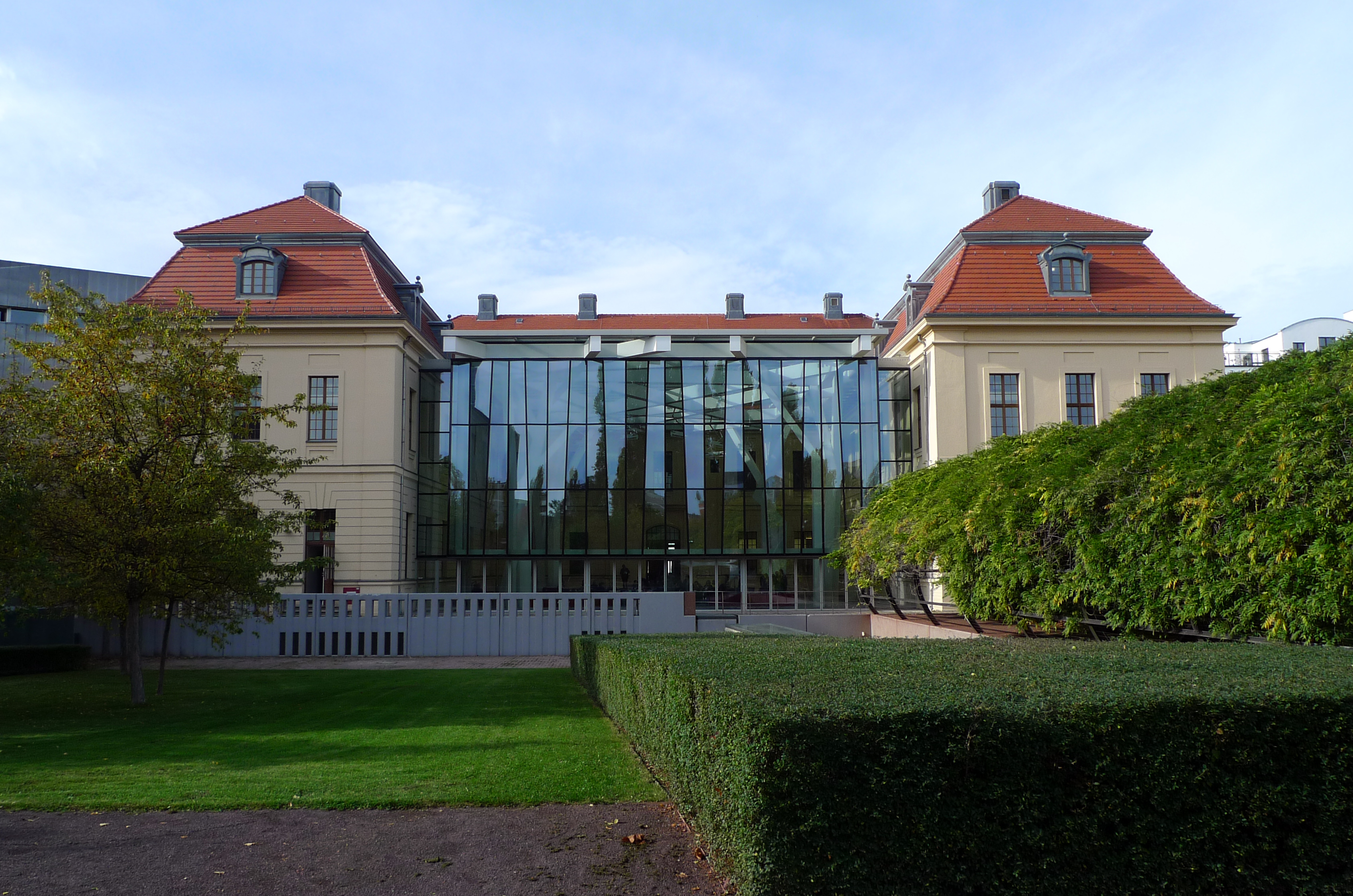
Garten des Kollegienhauses mit Blick auf den Glashof, 2012

Das Kollegienhaus wurde 1735 nach Plänen von Philipp Gerlach gebaut und beherbergte früher das preußische Kammergericht. Als dieses 1913 in den Neubau am Kleistpark verlegt wurde, brachte man hier das Berliner Konsistorium unter.
Im Zweiten Weltkrieg wurde es bis auf die Außenmauern zerstört. Zunächst war die vollständige Niederlegung für eine Autobahntangente (geplante A 106) vorgesehen. Erst 1963 bis 1969 erfolgte der Wiederaufbau. Bevor das Jüdische Museum das Haus bezog, war es bis 1993 Sitz des stadtgeschichtlichen Berlin Museums.
Heute sind im Altbau der Eingangsbereich mit Sicherheitskontrolle, Kasse, Information, Garderobe, Museumsshop und Restaurant sowie Sonderausstellungsräume, ein Auditorium und Büros untergebracht. Über dem Eingang ist im Giebel das Wappen des preußischen Königs
Friedrich Wilhelm I. zu sehen.
Der Garten hinter dem Altbau wurde 1986–1988 nach einem Entwurf von Hans Kollhoff und Arthur A. Ovaska angelegt. Er wurde als Gartendenkmal in die Denkmalliste des Berliner Landesdenkmalamtes aufgenommen.

Nach einem 2005 errichteten Gruppeneingang bildet der Glashof nach dem Entwurf Sukkah (hebräisch für ‚Laubhütte‘) von Daniel Libeskind seit September 2007 die zweite bauliche Erweiterung des Museums. Ein Glasdach überspannt den 670 m² großen Innenhof des U-förmigen barocken Altbaus, dem ehemaligen Kollegienhaus, und wird von vier freistehenden Stützenbündeln aus Stahl getragen. Mit diesem Entwurf bezieht sich Libeskind auf das jüdische Laubhüttenfest Sukkot, einem frühen Erntedankfest, das seit der Zeit des Exils in Erinnerung daran gefeiert wird, dass die Israeliten während der Wüstenwanderung in Hütten gelebt haben. Das Glasdach ist nur an wenigen Punkten mit dem Altbau konstruktiv verbunden, der Anschluss erfolgt durch eine abgesetzte, niedrigere gläserne Fuge. Neun Scheibentypen, die je zweimal gespiegelt zueinander in die Fronten eingebaut sind, erzeugen ein lebhaftes Relief der großen Oberfläche. Mit dem Glashof verfügt das Museum über einen Aufenthaltsbereich und Veranstaltungsraum für rund 500 Personen.

### Libeskind-Bau

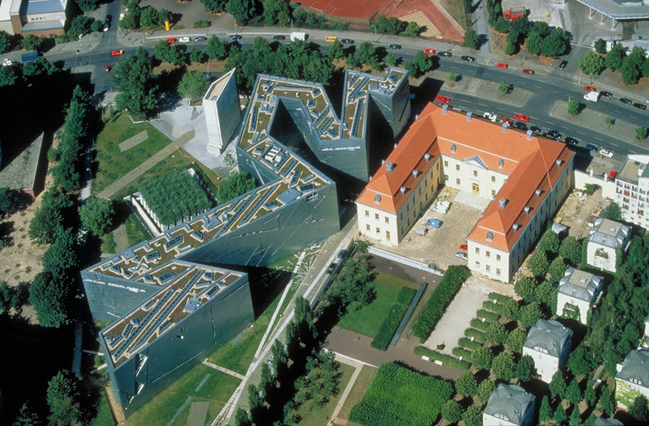
Luftansicht des zickzackförmigen Libeskind-Baus mit Kollegienhaus, 2008

Die Architektur des zickzackförmigen Neubaus, dessen Eröffnung am 23. Januar 1999 erfolgte, zeichnet sich durch eine Titan-Zink-Fassade, ungewöhnlich geformte Fenster, viele spitze Winkel in den Wänden, geneigte Böden und grauen Sichtbeton aus. Durch den Eingangsbereich im Altbau gelangen Besucher über eine schwarze Schiefertreppe ins Untergeschoss des Neubaus und von dort aus zur Hauptausstellung des Museums sowie kleineren temporären Ausstellungen.

#### Achsen
Nach dem Betreten des Neubaus trifft man zunächst auf drei sich kreuzende schiefe „Achsen“: die „Achse der Kontinuität“, die an einer hohen, zur Dauerausstellung führenden Treppe endet, die „Achse des Exils“ und die „Achse des Holocaust“.

#### „Garten des Exils“

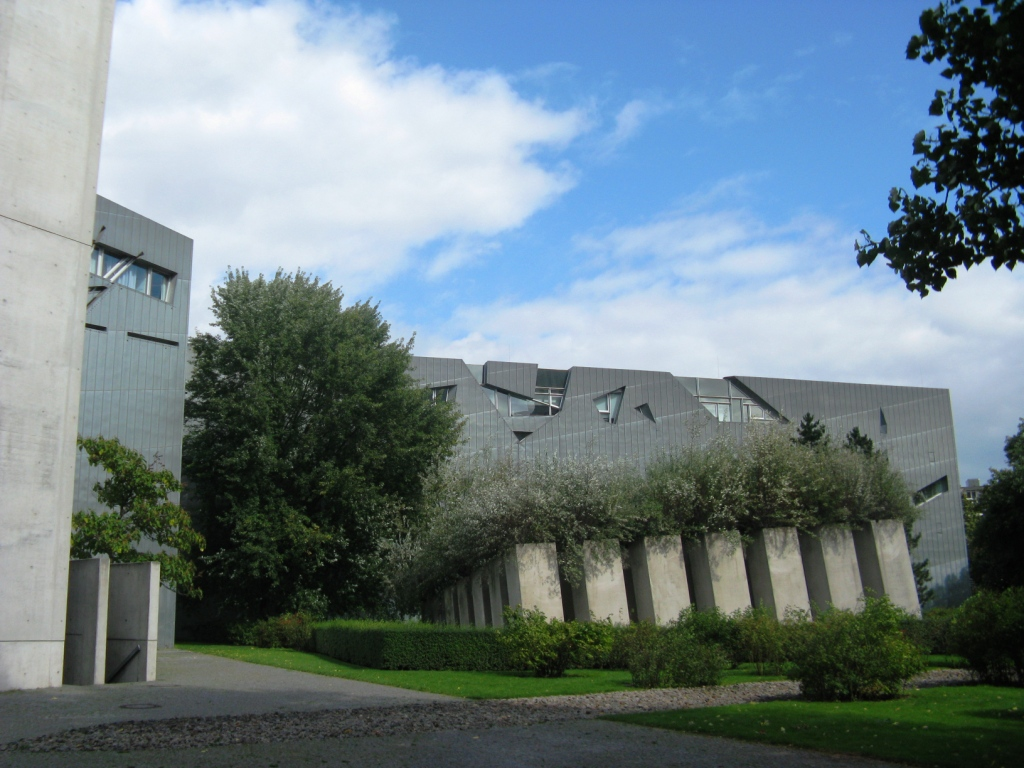
Außenansicht mit „Garten des Exils“

Die „Achse des Exils“ führt aus dem Gebäude hinaus in den „Garten des Exils“, eine tiefer liegende quadratische Fläche, deren begrenzende Betonmauern die Sicht in die Umgebung verhindern. Dort stehen 49 sechs Meter hohe Betonstelen auf einem schiefen Grund, auf denen Ölweiden gepflanzt sind, da Ölbäume, die in der jüdischen Tradition Frieden und Hoffnung symbolisieren, das Klima nicht vertragen würden. Die Zahl 49 nimmt Bezug auf das Gründungsjahr des Staates Israel, 1948, während die 49. Stele in der Mitte für Berlin steht. 48 Stelen sind mit Erde aus Berlin gefüllt, die 49. Stele in der Mitte enthält Erde aus Jerusalem. Des Weiteren ist die Zahl Sieben im Judentum (7 × 7 = 49) eine heilige Zahl.
Man soll im Garten die Erfahrung des Exils hautnah erfahren. Der Besucher fühlt sich erst fremd, dann ist der Gang durch den Garten geprägt von Unsicherheit, denn aufgrund des schiefen Bodens gerät man leicht ins Taumeln und die Betonsäulen beschränken die Sicht. Im Frühsommer, während der Blütezeit der Ölweiden, wirkt der Garten aufgrund des starken unbekannten Duftes noch fremder.
Die Ähnlichkeit des „Gartens des Exils“ mit dem Stelenfeld des Denkmals für die ermordeten Juden Europas war 1999 Anlass für Plagiatsvorwürfe von Libeskind gegen dessen Architekten Peter Eisenman; der Streit konnte beigelegt werden.

#### „Holocaust-Turm“

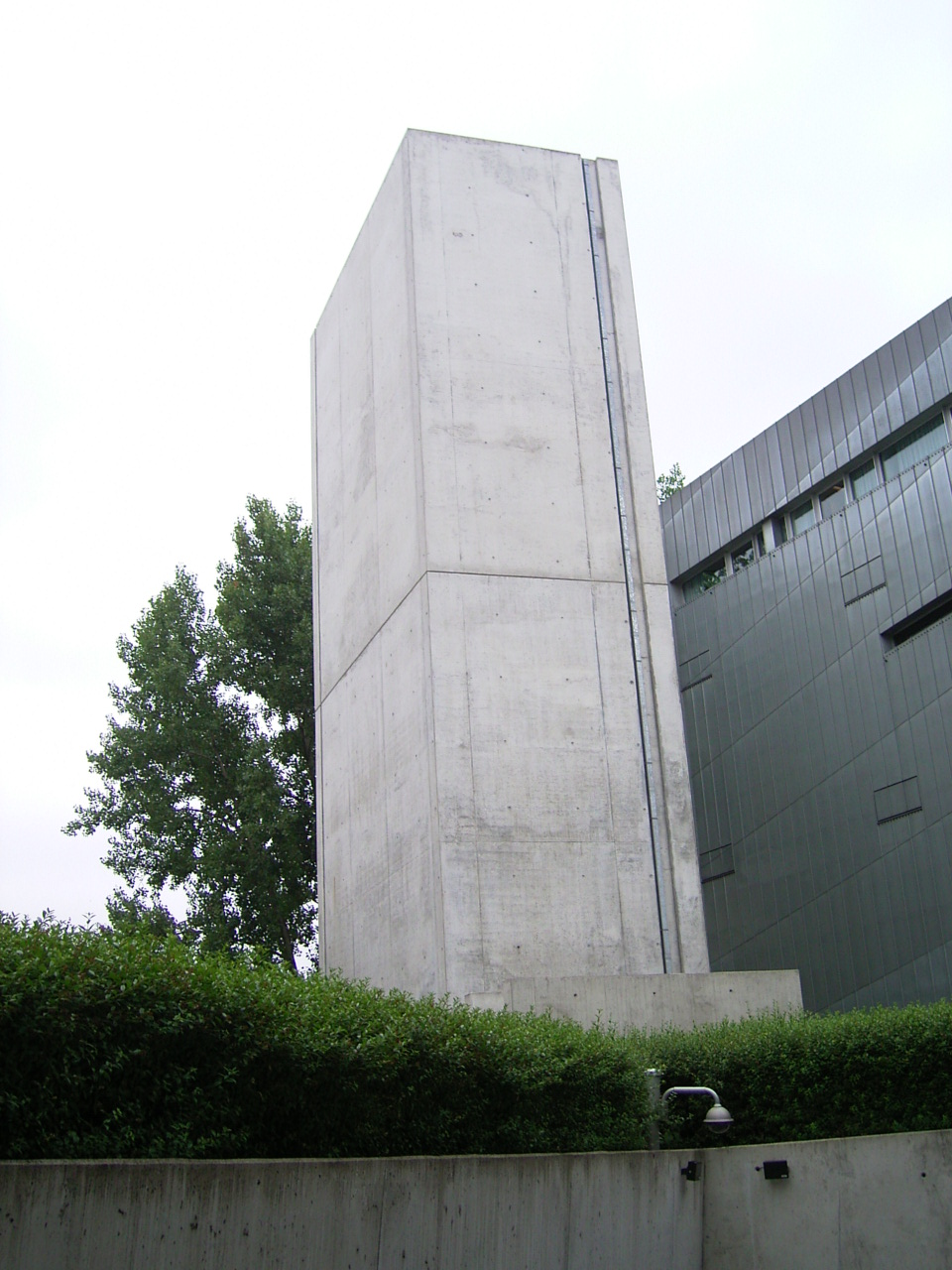
„Holocaust-Turm“

Die „Achse des Holocaust“ endet am „Holocaust-Turm“. Dies ist ein dunkler, kalter, hoher Gedenkraum, in den nur durch eine Spalte in der Decke Tageslicht eindringt. Auf die meisten Menschen wirkt dieser Raum beklemmend und unfassbar. Der Raum hat jedoch nur symbolische Bedeutung und ist nicht etwa der Nachbau einer Gaskammer, wie viele Besucher denken. In etwa zweieinhalb Metern Höhe gibt es eine für Wartungsarbeiten angebrachte Leiter im Turm, die bis zur Decke führt. Nach Meinung mancher Besucher dient diese als Rettungsweg oder als Symbol für das Unerreichbare.

#### „Voids“
Im Museumsneubau gibt es mehrere sogenannte „Voids“, die sich auf einer geraden Linie angeordnet durch den Zickzackbau ziehen. Sie sind gänzlich leere Räume, die sich vom Keller bis zum obersten Geschoss erstrecken. Sie sind mit Ausnahme des „Memory Voids“ von der Dauerausstellung aus nicht begehbar, von manchen Stellen aus aber einsehbar. Sie sollen an die Leerstellen erinnern, die der Holocaust, aber auch die Vertreibungen und Pogrome, denen Juden in den Jahrhunderten zuvor in Deutschland zum Opfer fielen, hinterlassen haben.

#### Freiflächen
Die Gestaltung der Freiflächen um den Libeskind-Bau herum stammt von den Berliner Garten- und Landschaftsarchitekten Cornelia Müller und Jan Wehberg. Dafür nahmen sie Elemente des Libeskind-Baus – wie etwa die „Voids“ – auf und schufen unterschiedliche Bedeutung tragende Bereiche, wie beispielsweise einen Rosenhain, der für das historische Jerusalem steht. Ein aus verschiedenfarbigen Natursteinen gebildetes Bodenrelief umspielt Teile des Gebäudes; insbesondere der von der Zickzack-Form dreiseitig begrenzte „Paul-Celan-Hof“ wird von dem Relief ästhetisch geprägt. Eine Grafik von Gisèle Celan-Lestrange diente dafür als Vorlage.

Bildergalerie
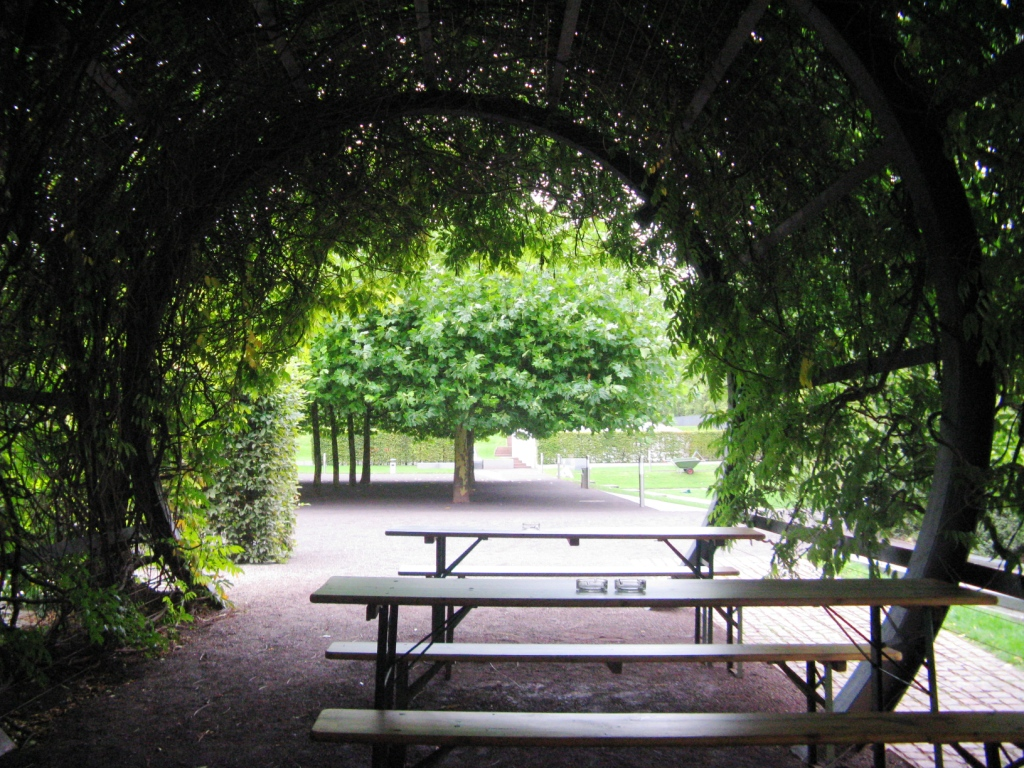
Laubengang im Park des Jüdischen Museums
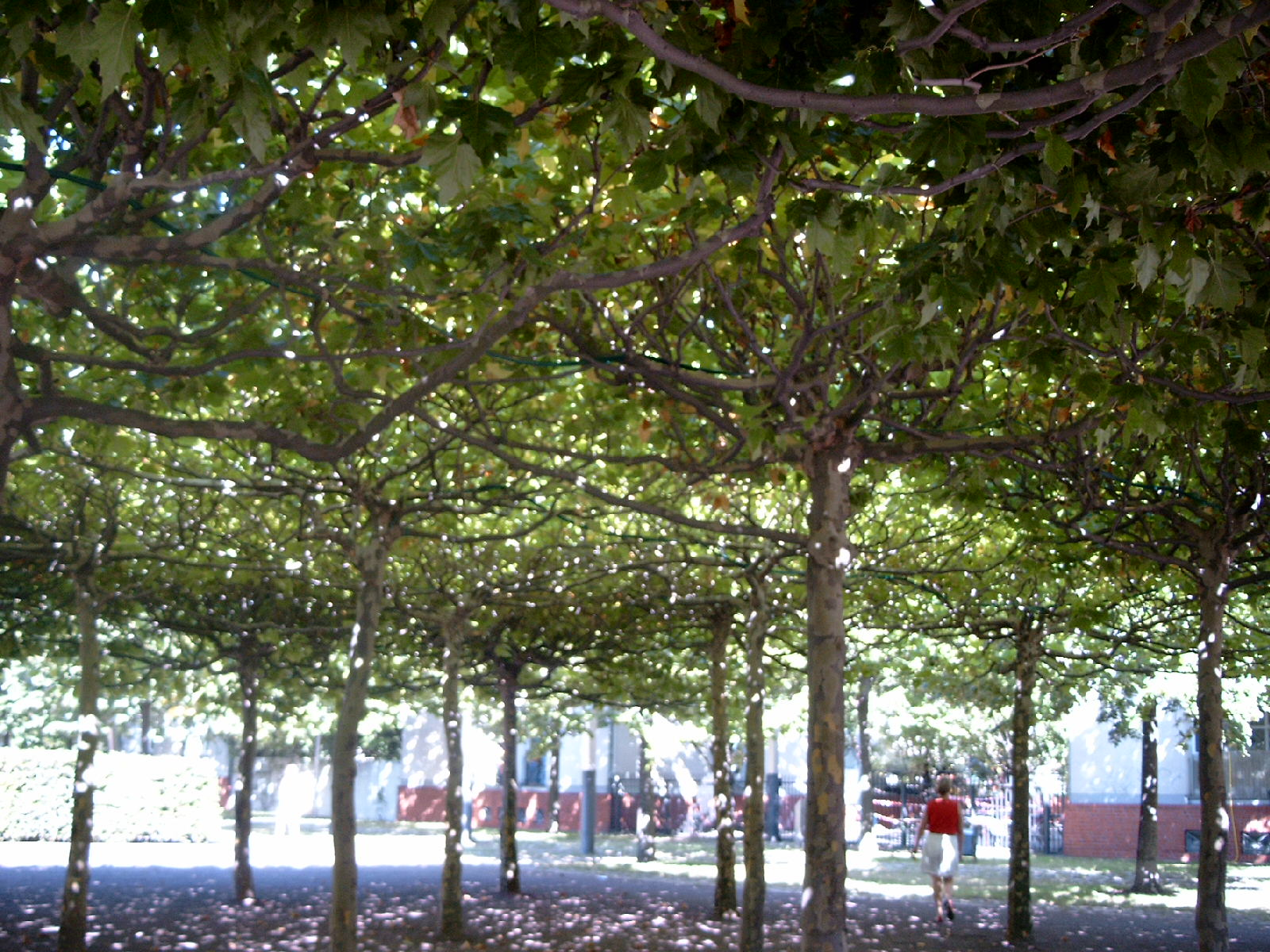
Platanenwäldchen im Park des Jüdischen Museums
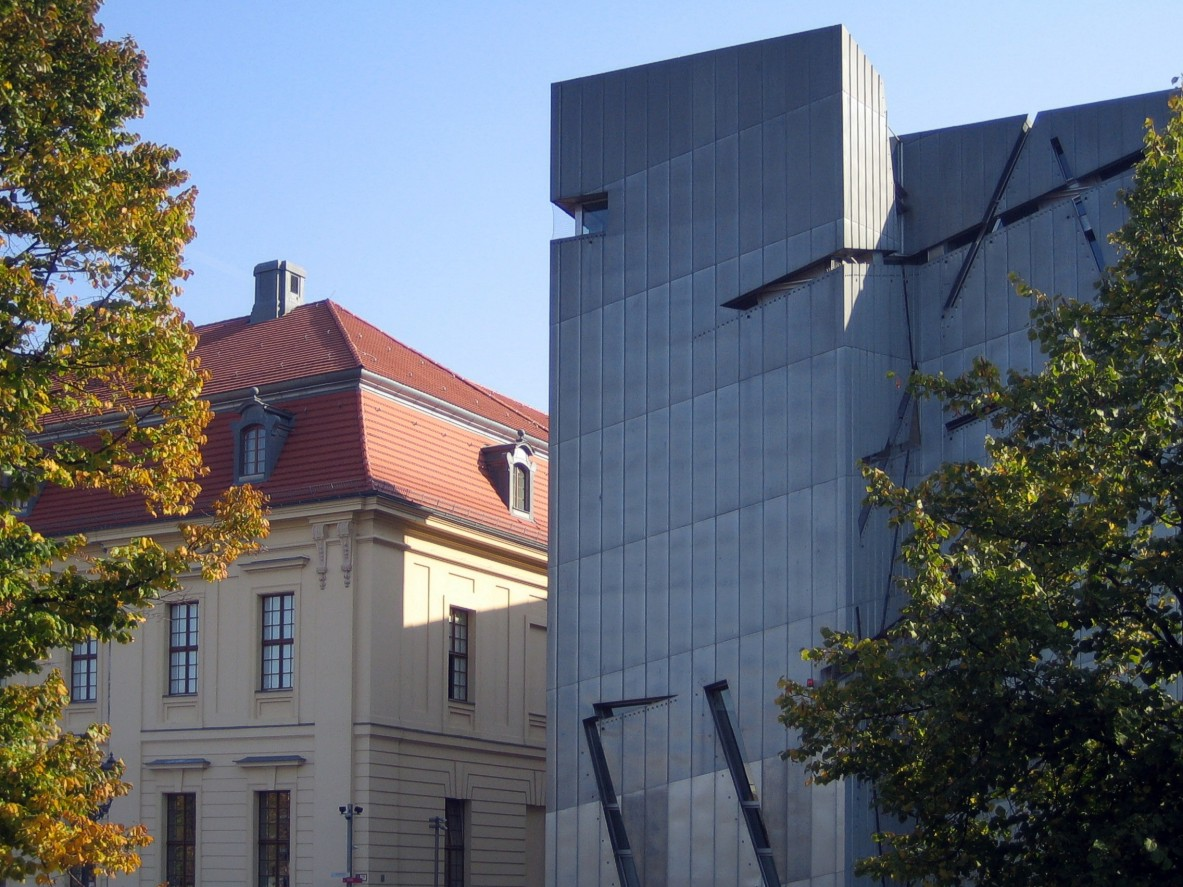
Straßenfront, Teilansicht
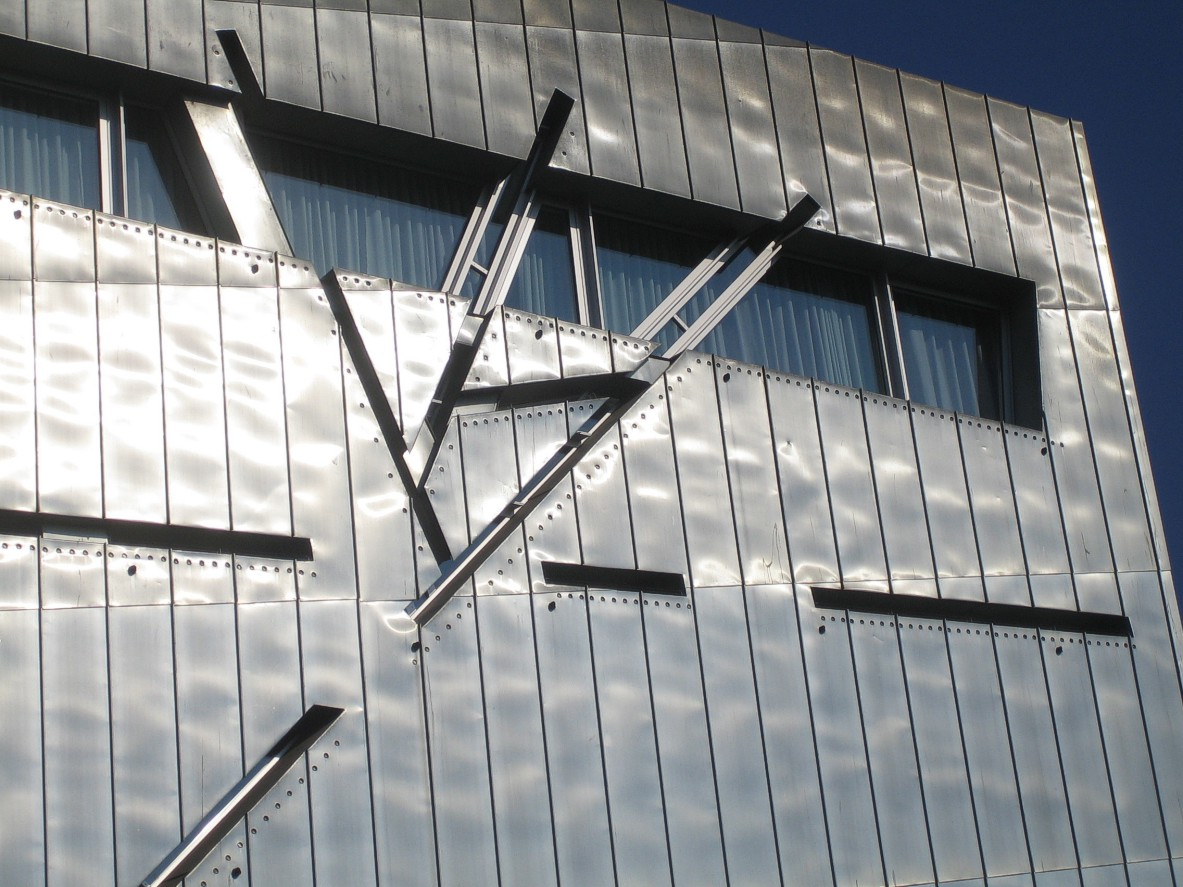
Detail der Fassade
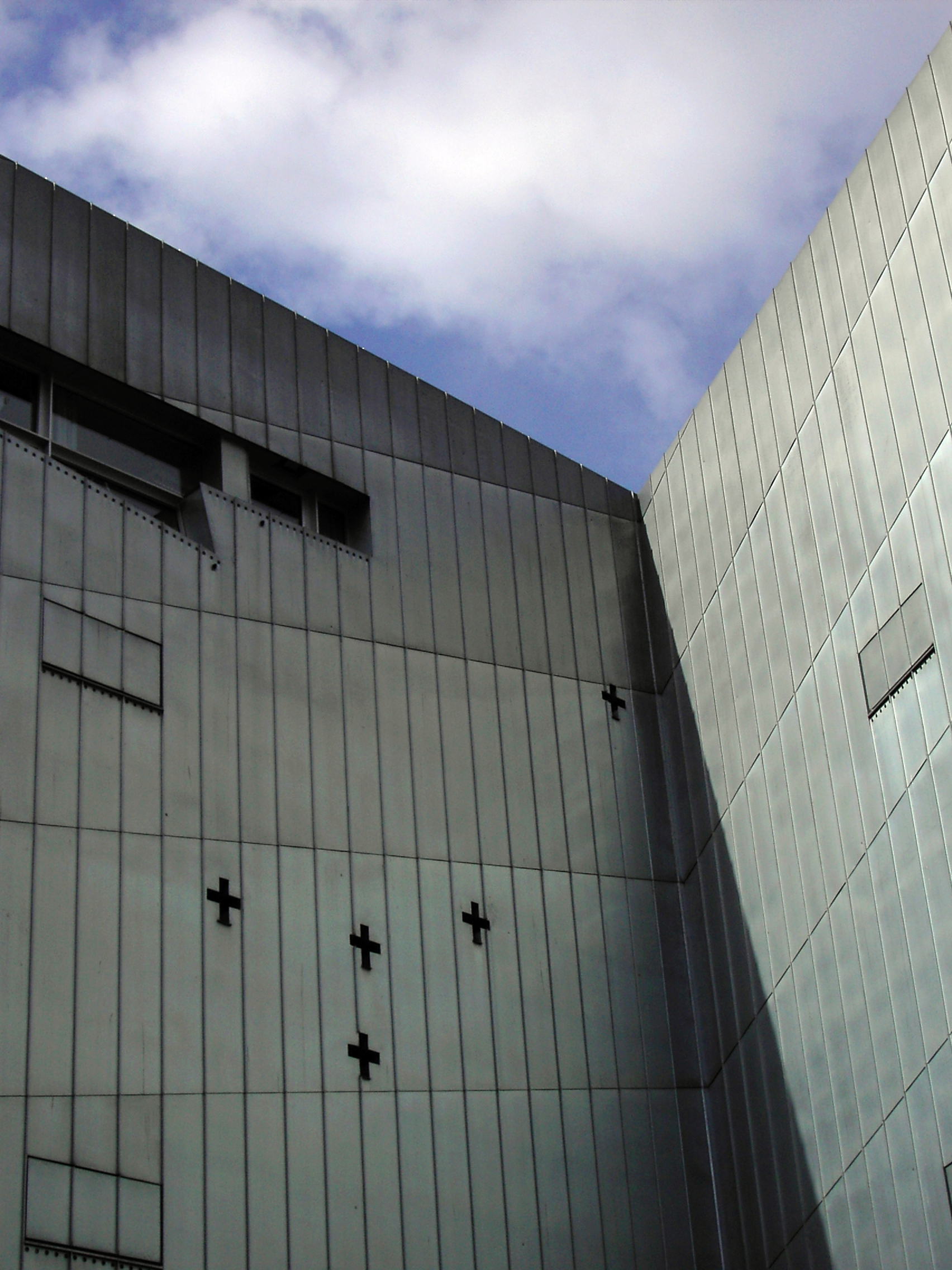
Kreuzförmige Fenster in der Fassade
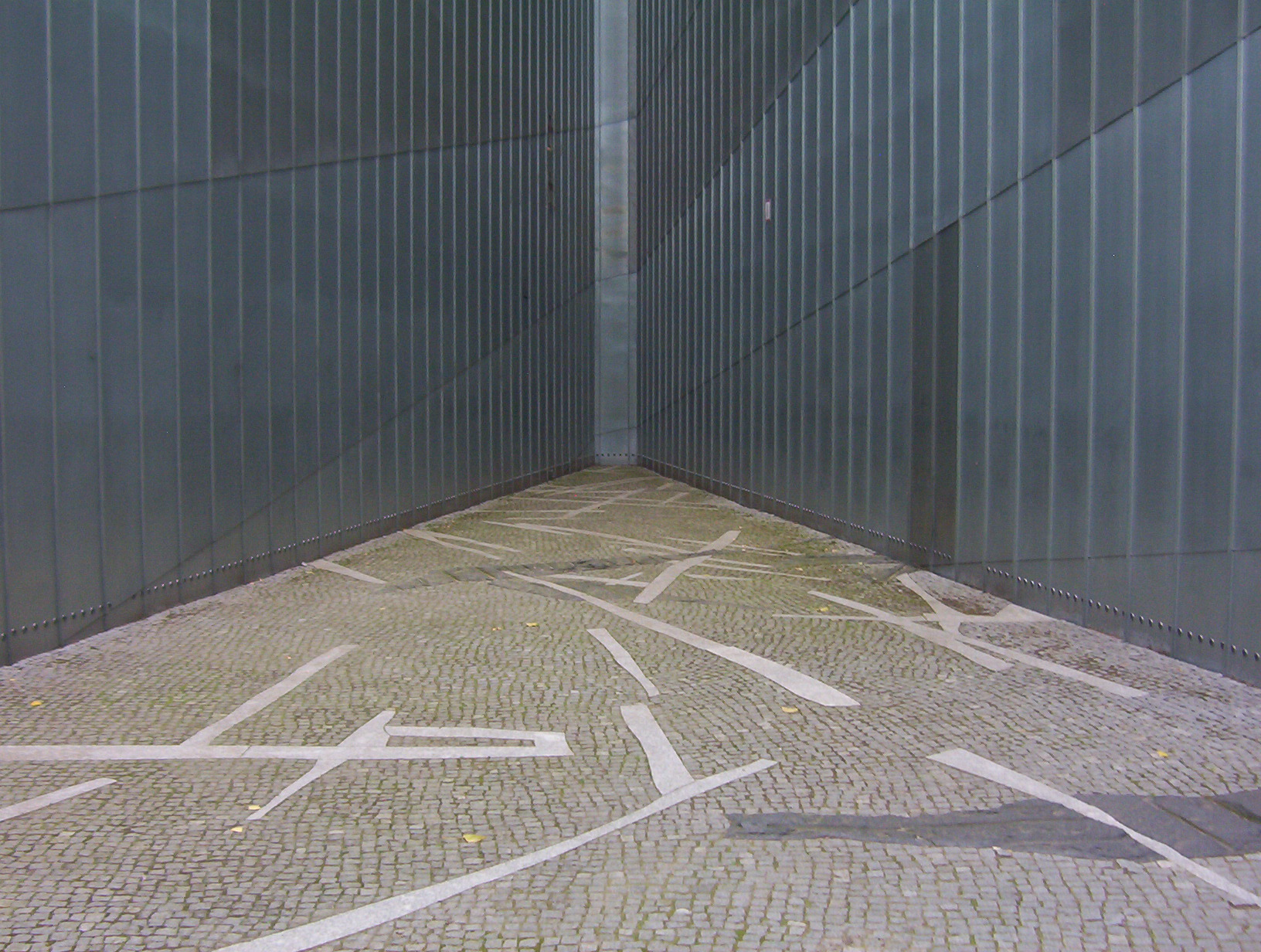
Bodenrelief im „Paul-Celan-Hof“
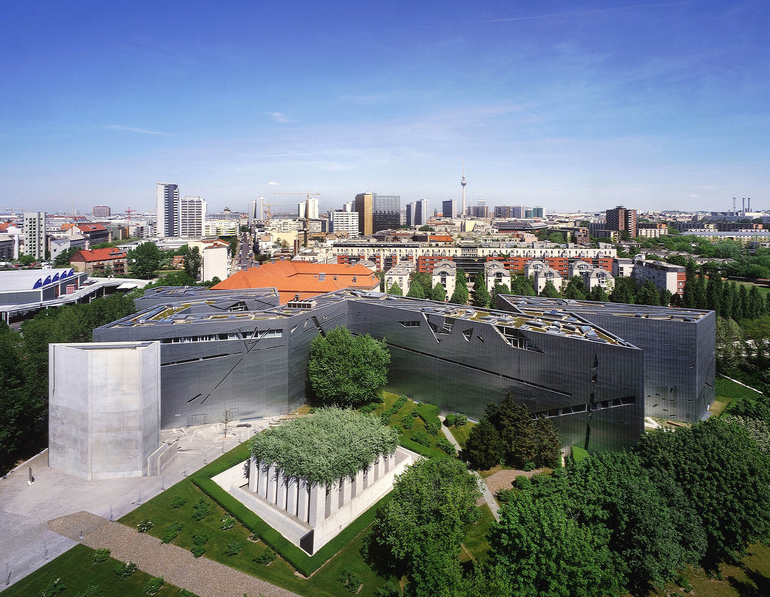
Blick von Süden auf das Jüdische Museum, im Vordergrund der „Garten des Exils“
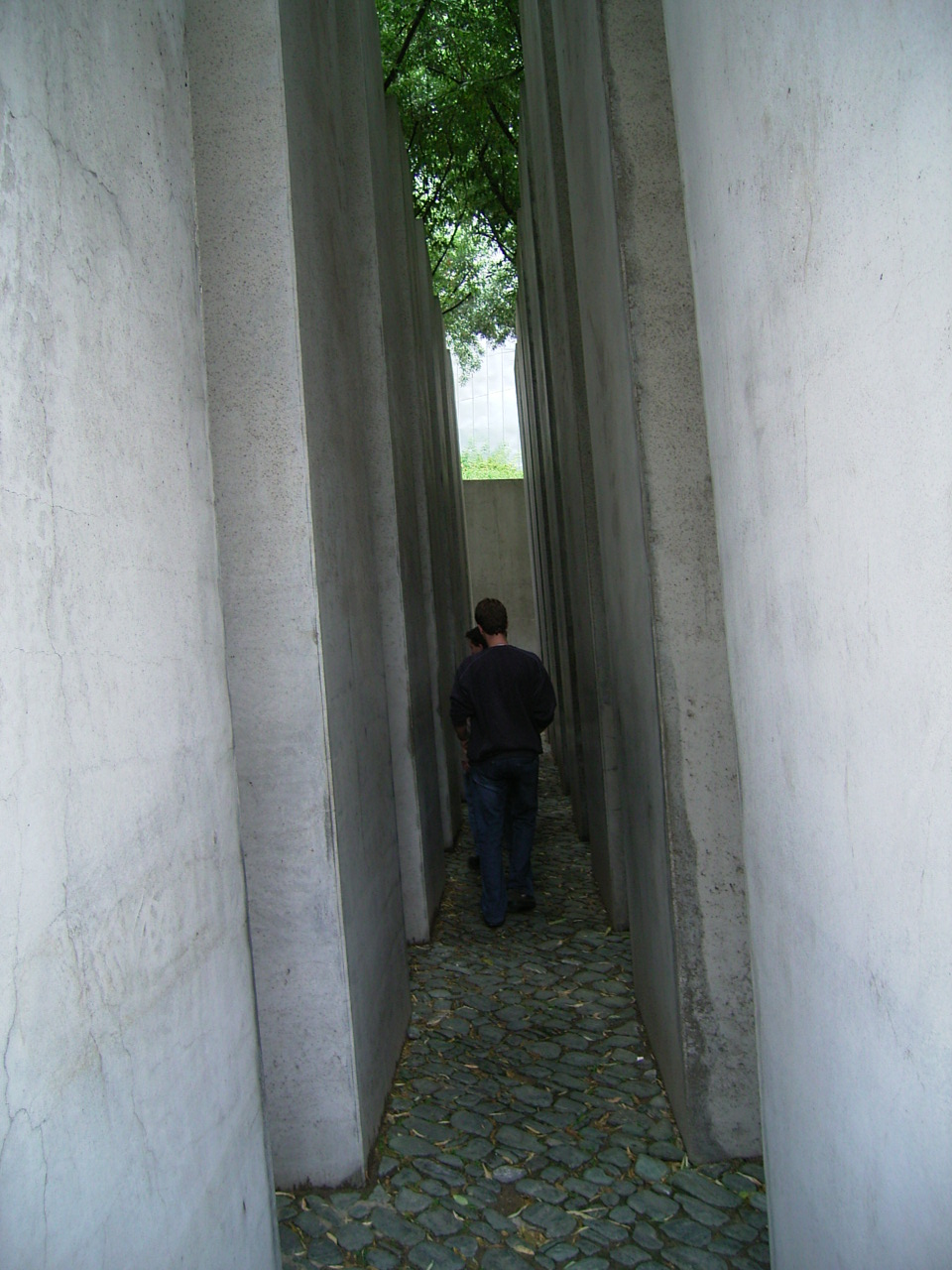
Betonstelen im „Garten des Exils“
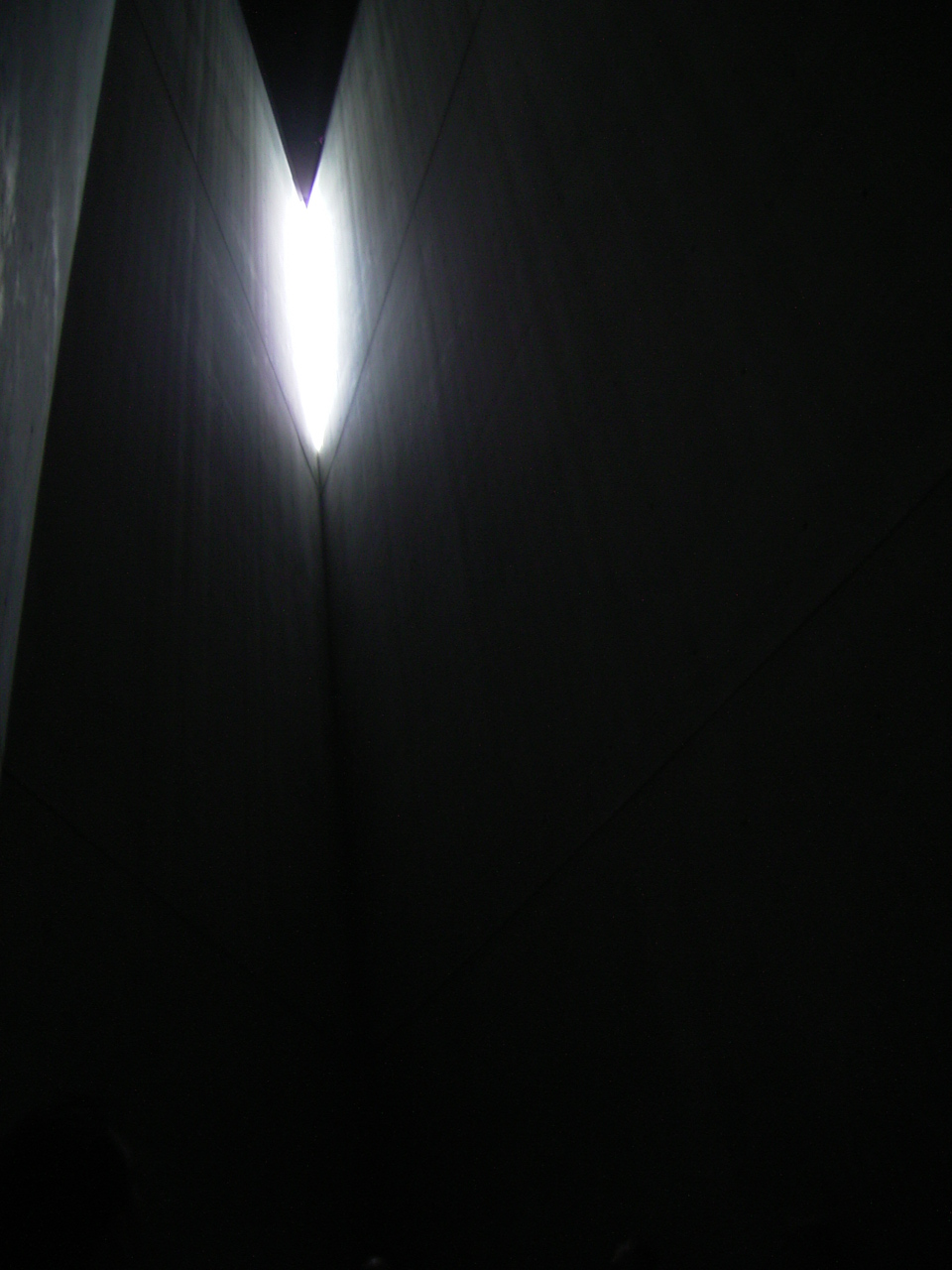
Innenansicht des „Holocaust-Turms“: Es fällt nur wenig Tageslicht durch eine einzige Öffnung.

### W. Michael Blumenthal Akademie

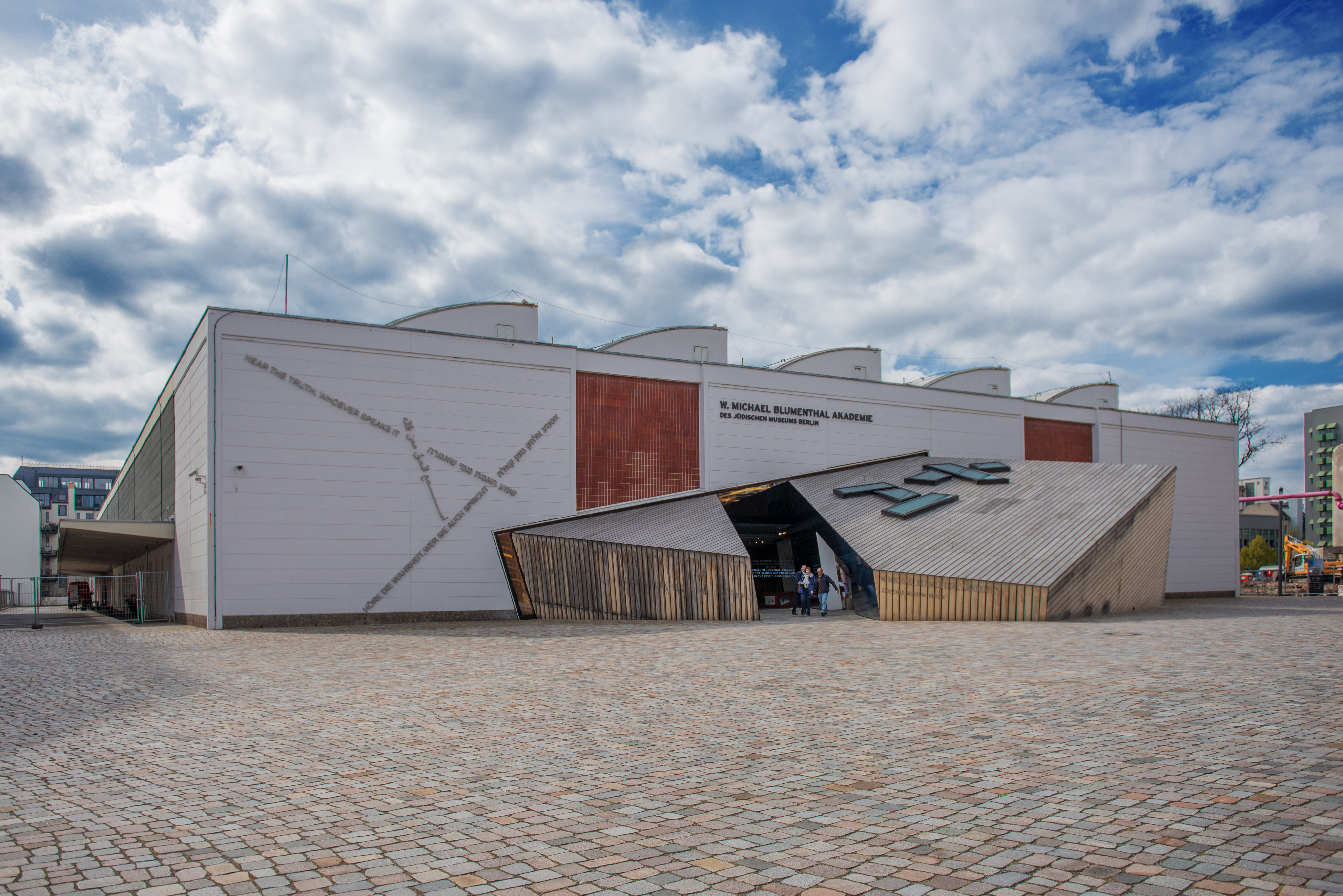
„W. Michael Blumenthal Akademie“

Daniel Libeskind entwarf auch den zweiten Erweiterungsbau in der ehemaligen Blumengroßmarkthalle von Bruno Grimmek auf der Westseite der Lindenstraße. Die Umbaukosten von knapp zwölf Millionen Euro trug mehrheitlich der Bund. Die feierliche Eröffnung und damalige Benennung in Eric F. Ross Bau nach dem Mäzen Eric F. Ross fand am 17. November 2012 statt. Die Akademie beherbergt einen Veranstaltungssaal, das Archiv, die Bibliothek sowie Räumlichkeiten für diverse Bildungsangebote und wissenschaftliche Mitarbeiter.
Die Bauten sind um den „Garten der Diaspora“ im Lichthof des Gebäudes herum gruppiert. Die Pflanzen aus unterschiedlichen Klimazonen sind auf stählernen Podesten ohne direkten Kontakt zur Erde und mit nur wenig natürlichem Licht untergebracht.
Der Platz vor der Akademie heißt seit April 2013 Fromet-und-Moses-Mendelssohn-Platz. Der Benennung ging eine längere Diskussion auf Bezirksebene voraus, an der sich das Jüdische Museum beteiligte.
Mit der Eröffnung der Akademie 2012 wurde das Spektrum der bisherigen Museumsaktivitäten um die Akademieprogramme erweitert. Ausgehend von der Aufgabe des Museums, sich der jüdischen Geschichte und Kultur in Deutschland zu widmen, geben die Akademieprogramme auch den Perspektiven anderer religiöser und ethnischer Minderheiten Raum. Bereits dem Gründungsdirektor W. Michael Blumenthal, nach dem das Akademiegebäude jetzt benannt ist, war es ein Anliegen, das Jüdische Museum Berlin als Haus zu profilieren, das nicht nur die Aufgabe hat, historische, religiöse und gesellschaftliche Themen in Ausstellungen zu präsentieren, sondern auch die politischen und gesellschaftlichen Entwicklungen aus einer jüdischen Perspektive heraus aufmerksam zu verfolgen und zu diskutieren. Dabei liegt der Fokus nicht nur auf der Beziehung zwischen Mehrheitsbevölkerung und einzelnen Minderheiten, sondern auch auf dem Austausch und der Vernetzung von Minderheiten untereinander.
Entstanden ist ein Veranstaltungsprogramm, das theologische, politische und säkulare Gemeinsamkeiten, Gegensätze und Differenzen zwischen dem Judentum und anderen Religionen und Kulturen auslotet: Mit einem vielfältigen Programm aus Lesungen, Konferenzen, Workshops und Podiumsdiskussionen bietet die Akademie eine Plattform für die Auseinandersetzung mit gesellschaftspolitisch aktuellen Themen.
Mit dem Lars Day Preis – Zukunft der Erinnerung zeichnen die Akademieprogramme seit 2016 zusammen mit der Lars Day Stiftung Projekte und Initiativen aus, „die in kreativer und zukunftsweisender Form das Gedenken an die nationalsozialistischen Verbrechen weitertragen und Verantwortung für eine Gegenwart und Zukunft ohne Hass und Ausgrenzung übernehmen“.

## Ausstellungen

### Aktuelle Dauerausstellung

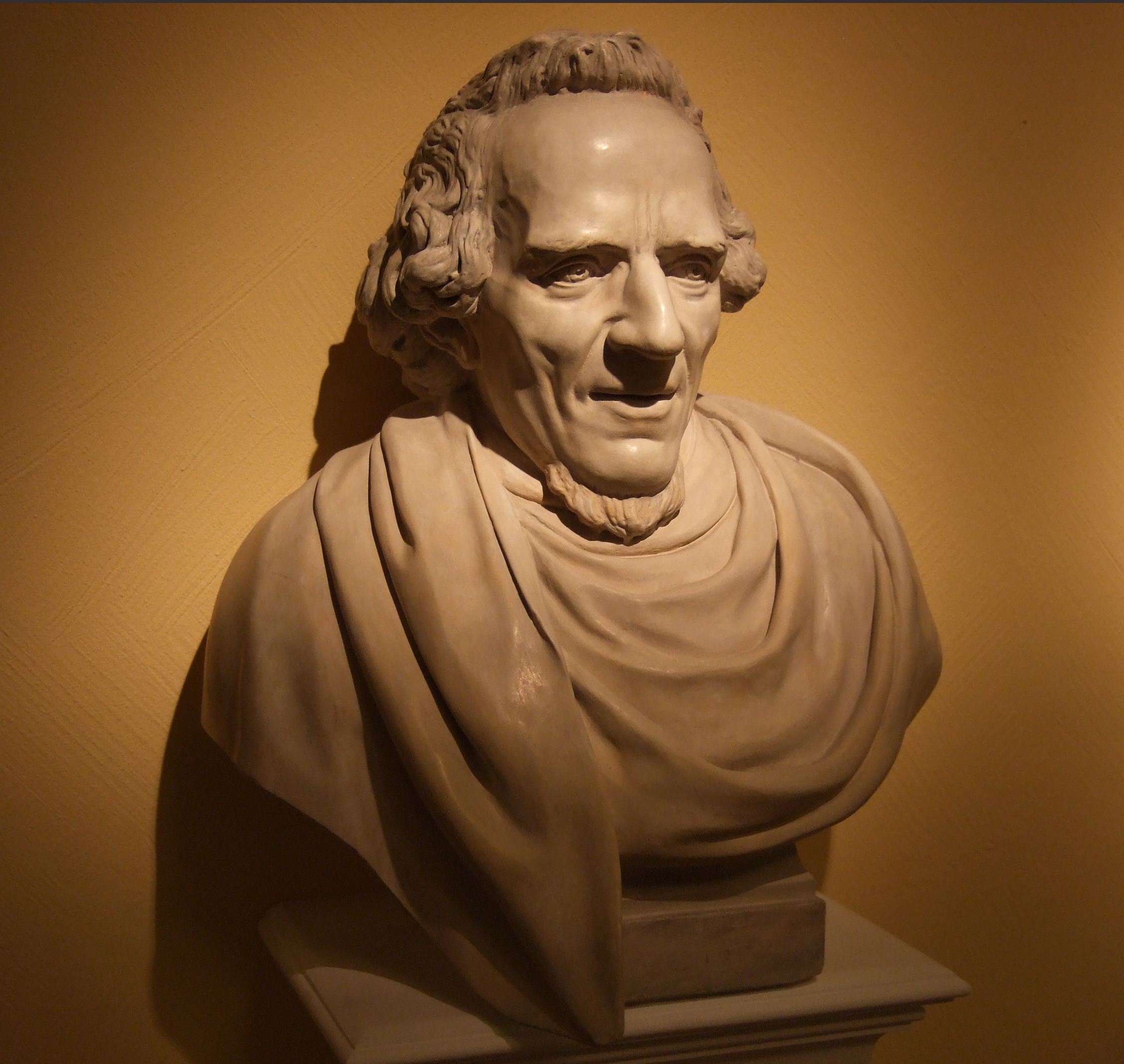
Moses Mendelssohn Büste

Die neue Dauerausstellung mit dem Titel Jüdische Geschichte und Gegenwart in Deutschland wurde am 23. August 2020 eröffnet. Sie erzählt auf mehr als 3500 Quadratmetern aus jüdischer Perspektive die Geschichte der Juden in Deutschland von den Anfängen bis in die Gegenwart.
Die Ausstellung gliedert sich in fünf historische Kapitel, die von den Anfängen jüdischen Lebens in Aschkenas über die Emanzipationsbewegung der Aufklärung und deren Scheitern bis in die Gegenwart reichen. Der Nationalsozialismus und das Kapitel „Nach 1945“ nehmen dabei den größten Raum ein. Hier stehen Themen wie Restitution und Wiedergutmachung, das Verhältnis zu Israel und die russischsprachige Einwanderung ab 1990 im Mittelpunkt. Die Videoinstallation Mesubin („Die Versammelten“) macht als „Schlusschor“ die Vielstimmigkeit gegenwärtigen jüdischen Lebens sichtbar.
Acht Themenräume beschäftigen sich mit religiösen Aspekten des Judentums und seiner gelebten Praxis, mit den Familiensammlungen des Museums sowie mit Kunst und Musik. „Was ist im Judentum heilig?“ „Wie feiert man Schabbat?“ „Welchen Klang hat das Judentum?“ Neben Original-Objekten präsentiert die Ausstellung eine große Vielfalt an audio-visuellen Medien, Virtual Reality, an Kunst und interaktiven Spielen.
Eine Videoinstallation im Libeskind-Bau, die eigens für die Ausstellung produzierte Arbeit Drummerrsss des israelischen Künstlers Gilad Ratman, bildet den Auftakt, bevor es durch die „Achsen“ und über die markante Treppe in die Ausstellungsräume geht. Dort lädt ein skulptural gestalteter Willkommenspunkt die Besucher zum Ankommen und Mitmachen ein.
Im anschließenden Ausstellungsrundgang wechseln sich historische Erzählung mit Einblicken in jüdische Kultur und Religion ab. Neben klassischen Objektpräsentationen erwarten die Besucher auf zwei Etagen außerdem Kunstinstallationen, Hands-on Stationen und Virtual Reality. Von mehr als 1000 gezeigten Objekten stammen über 70 Prozent aus dem eigenen Depot.
Seit 1700 Jahren ist die jüdische Kultur in Deutschland eng mit ihrer Umgebung verwoben. Phasen der Zugehörigkeit und enger Nachbarschaft prägten die deutsch-jüdischen Beziehungen ebenso wie Ausgrenzung, Willkür und Gewalt. Ihre religiösen wie weltlichen Traditionen entwickelten Juden zu allen Zeiten aus diesem Zusammenspiel heraus; aus der permanenten Wechselbeziehung mit der Umwelt entstand das aschkenasische, später das deutsche Judentum.
Dieser historische Prozess, die Vernichtung der europäischen Jüdinnen und Juden im Holocaust, der Neubeginn jüdischen Lebens in Deutschland nach 1945 und die Themen der Gegenwart werden in unserer Dauerausstellung  präsentiert. Persönliche Schicksale veranschaulichen die unterschiedlichen Reaktionen auf historische und politische Herausforderungen.
Gestaltet wurde die Ausstellung von der Arbeitsgemeinschaft chezweitz GmbH / Hella Rolfes Architekten BDA.

### Erste Dauerausstellung (2001–2017)
Die erste Dauerausstellung Zwei Jahrtausende deutsch-jüdischer Geschichte war von September 2001 bis Dezember 2017 zu sehen. Sie vermittelte einen Blick auf Deutschland aus der Sicht seiner jüdischen Minderheit. Sie begann mit den mittelalterlichen SchUM-Städten am Rhein, Speyer, Worms und Mainz.

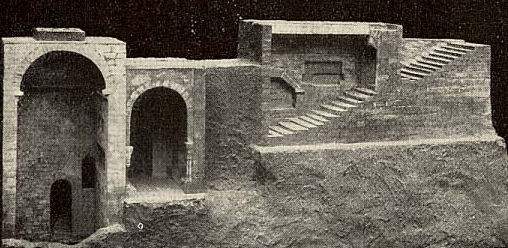
Kopie des Modells der Mikwe in Speyer von Otto Martin aus dem Jahr 1911 im Jüdischen Museum Berlin. Das Original ist im Museum SchPIRA im Judenhof Speyer. Leihgabe des Historischen Museums der Pfalz, Speyer

Den Barock erlebten die Besucher durch Glikl bas Judah Leib (1646–1724, alias Glückl von Hameln) und deren Tagebuch, das ihr Leben als jüdische Kauffrau in Hamburg veranschaulichte. Das 18. Jahrhundert wurde durch das intellektuelle und persönliche Erbe des Philosophen Moses Mendelssohn (1729–1786) erfahren. Ergänzt wurden diese Sichtweisen durch die Beschreibung jüdischen Lebens am Hof und auf dem Land. Das Bild der Emanzipation des 19. Jahrhunderts war von Optimismus, sozialen und politischen Errungenschaften und zunehmendem Wohlstand geprägt. Doch auch die Rückschläge und Enttäuschungen für die jüdischen Gemeinden jener Zeit wurden thematisiert. Die Erlebnisse deutsch-jüdischer Soldaten des Ersten Weltkriegs standen am Anfang der Darstellung des 20. Jahrhunderts.
In der Sektion über den Nationalsozialismus sahen Besucher, wie deutsche Juden auf ihre zunehmende Diskriminierung reagierten und wie dies beispielsweise zu Neugründungen jüdischer Schulen und Sozialdienste führte. Die Ausgrenzung und Vernichtung der Juden setzte diesen Initiativen jedoch ein baldiges Ende. Nach der Schoa fanden sich 250 000 Überlebende in Lagern für Displaced Persons wieder, wo sie auf eine Emigrationschance warteten. Zugleich entstanden neue kleine jüdische Gemeinden in Ost und West. Am Ende der Ausstellung wurden zwei große NS-Prozesse der Nachkriegszeit thematisiert: der Frankfurter Auschwitz-Prozess (1963–1965) und der Majdanek-Prozess in Düsseldorf (1975–1981). Den Schluss des Ausstellungsrundgangs bildete eine Audioinstallation, in der in Deutschland aufgewachsene Juden über ihre Kindheit und Jugend nach 1945 berichten. Mit ihnen begann ein neues Kapitel des jüdischen Lebens in Deutschland.
Durch die ehemalige Dauerausstellung wurden Führungen mit ganz unterschiedlichen Schwerpunkten und in verschiedenen Sprachen inklusive Gebärdensprache angeboten. Themen waren beispielsweise das Mittelalter, Musik, jüdische Traditionen, Emanzipation, Architekturbetrachtungen und die jüdische Frauenbewegung. Für blinde Besucher werden weiterhin Architekturführungen angeboten („Architektur für alle Sinne“).

### Sonderausstellungen
Die Sonderausstellungen beschäftigen sich mit Themen aus unterschiedlichen Epochen, präsentiert in verschiedenen Genres.
| 2025–2026 | Claude Lanzmann – Die Aufzeichnungen |
| 2025      | Inventuren – Salman Schockens Vermächtnis                                                                                               |
| 2025      | Widerstände – Jüdische Designerinnen der Moderne                                                                                        |
| 2024–2025 | Access Kafka |
| 2024–2025 | Deutsche Juden heute – Leonard Freed |
| 2024      | Sex – Jüdische Positionen |
| 2024      | „Mein Dichten ist wie Dynamit“ – Curt Blochs Het Onderwater Cabaret                                                                     |
| 2023–2024 | Ein anderes Land – Jüdisch in der DDR                                                                                                   |
| 2023      | Paris Magnétique – 1905–1940 |
| 2022–2023 | Inside Out – Etgar Keret |
| 2022      | „Wir träumten von nichts als Aufklärung“ – Moses Mendelssohn                                                                            |
| 2021–2022 | Frédéric Brenner: ZERHEILT |
| 2021      | Yael Bartana – Redemption Now |
| 2019–2020 | This Place |
| 2018–2020 | A wie Jüdisch – In 22 Buchstaben durch die Gegenwart                                                                                    |
| 2018–2019 | James Turell: Ganzfeld „Aural“ |
| 2017–2019 | Welcome to Jerusalem |
| 2017      | Cherchez la femme. Perücke, Burka, Ordenstracht                                                                                         |
| 2016–2017 | Golem |
| 2014–2015 | Haut ab! Haltungen zur rituellen Beschneidung                                                                                           |
| 2013–2014 | Alles hat seine Zeit – Rituale gegen das Vergessen                                                                                      |
| 2013      | Die ganze Wahrheit … was Sie schon immer über Juden wissen wollten (aufgrund von 32 ausgewählten Fragen von Museumsbesuchern gestaltet) |
| 2012–2013 | R. B. Kitaj (1932–2007) – Obsessionen                                                                                                   |
| 2011–2012 | Heimatkunde – 30 Künstler blicken auf Deutschland                                                                                       |
| 2009–2010 | Koscher & Co – Eine Ausstellung über Essen und Religion                                                                                 |
| 2008–2009 | Raub und Restitution – Kulturgut aus jüdischem Besitz von 1933 bis heute                                                                |
| 2008      | typisch! Klischees von Juden und Anderen                                                                                                |
| 2006–2007 | Heimat und Exil |
| 2005–2006 | Weihnukka – Geschichten von Weihnachten und Chanukka                                                                                    |
| 2004      | 10 + 5 = Gott |
| 2003      | Kontrapunkt – Die Architektur von Daniel Libeskind                                                                                      |

### Rafael Roth Learning Center
Das „Rafael Roth Learning Center“ befand sich zwischen 2001 und 2017 im Untergeschoss des Jüdischen Museums Berlin. Hier wurde an 17 Computerstationen für Einzelbesucher und Gruppen jüdische Geschichte multimedial und interaktiv präsentiert. Unter den Stichworten „Dinge“, „Geschichten“, „Gesichter“ lernten die Besucher besondere Höhepunkte der Sammlung kennen und konnten sich in größer angelegte virtuelle Ausstellungen vertiefen – beispielsweise zur Lebensgeschichte von Albert Einstein oder zur osteuropäischen Einwanderung zwischen 1880 und 1924.

### Installation „Schalechet – Gefallenes Laub“
Die Installation Schalechet – Gefallenes Laub von Menashe Kadishman befindet sich im „Memory Void“, einem der „Voids“, der Leerstellen oder Hohlräume, die das Gebäude durchziehen. Es befindet sich im Erdgeschoss des Neubaus. Im Raum sind über 10.000 Gesichter aus Stahlblech unterschiedlicher Ausführungen auf dem Boden verteilt, die nicht nur an die im Holocaust ermordeten Juden erinnern sollen, sondern allen Opfern von Krieg und Gewalt gewidmet sind. Dem Besucher steht es dabei frei, darüber zu gehen. Wenn man sich dafür entscheidet, über die Gesichter zu laufen, so erzeugt dies metallische Klänge. Es ist nicht möglich, sich leise fortzubewegen. Dies ist die Absicht des Künstlers: Dadurch, dass man darüber geht, gibt man den Menschen ihre Stimmen zurück.

### „Galerie der verschwundenen Dinge“
Die Galerie der verschwundenen Dinge (‚Gallery of the Missing‘) ist ein Projekt des Künstlers Via Lewandowsky. Es handelt sich dabei um drei Klanginstallationen unter dem Titel „Ordnung des Verschwindens“ in schwarz verspiegelten, nicht einsehbaren Glasvitrinen (Glaskörper) in der Dauerausstellung. Dargestellt werden zerstörte Gegenstände jüdischer Kultur: die Encyclopaedia Judaica, das jüdische Krankenhaus in Frankfurt und die Skulptur Großer Kopf von Otto Freundlich. Die Form der schwarzen Glaskörper bezieht sich auf die „Voids“, die Leerräume aus Beton in Daniel Libeskinds Museumsarchitektur. Über Infrarotkopfhörer können Besucher zu dem jeweils vorgestellten Objekt bis zu 40 Tonaufzeichnungen mit Beschreibungen, Erläuterungen und Hintergründen, Geräuschen und Musik hören, wenn sie sich entlang der schwarzen Glaswände bewegen.

## Besucherdienst
Die Besucher im Jüdischen Museum werden durch „Hosts“ (englisch ‚Gastgeber‘) betreut, deren Aufgabe neben dem Schutz der Objekte vor allem darin besteht, den Besuchern als erste Ansprechpartner zur Seite zu stehen. Im Jahr 2006 entstand über den Besucherdienst im Jüdischen Museum eine Reportage von Günther B. Ginzel mit dem Titel Die Vermittler, die unter anderem auf Arte und im Ersten ausgestrahlt wurde. Die „Hosts“ können an ihren Museumsschals erkannt werden.

## Leo-Baeck-Archiv
Seit September 2001 gibt es in Berlin eine Außenstelle des Archivs des New Yorker Leo Baeck Institutes. Sie erschließt in Deutschland fast die gesamten Bestände dieses weltweit bedeutendsten Archivs zur deutsch-jüdischen Geschichte. Das Leo Baeck Institute in New York wurde 1955 mit Zweigstellen in Jerusalem und London vom Council of Jews from Germany mit dem Ziel gegründet, wissenschaftliche Forschung zur Geschichte der Juden im deutschsprachigen Raum seit der Zeit der Aufklärung zu betreiben, das dazu nötige Material zu sammeln und entsprechende Veröffentlichungen zu fördern. Das Archiv besitzt die umfassendste Sammlung von Materialien zur Geschichte der Juden in Deutschland, Österreich und anderen deutschsprachigen Gebieten in Mitteleuropa während der letzten 300 Jahre – darunter etwa eine Million Dokumente wie Gemeindeakten, persönliche Unterlagen, Briefwechsel, ein Fotoarchiv sowie vielfältige Zeugnisse aus dem religiösen, sozialen, kulturellen, intellektuellen, politischen und wirtschaftlichen Leben. Einmalig ist die Sammlung von mehr als 1200 Memoiren deutschsprachiger Juden (auch und besonders aus der Nach-NS-Zeit).

## JMB on.tour
Das Projekt „on.tour – Das JMB macht Schule“, war ein mobiles Bildungsprogramm, das von 2007 bis 2018 bundesweit weiterführende Schulen und andere Orte anfuhr. Damit erreichte das Jüdische Museum Berlin Kinder und Jugendliche, die nicht ohne weiteres das Museum Berlin besuchen können.
Das Jüdische Museum Berlin eröffnete 2021 ein zusätzliches Kindermuseum, die Kinderwelt ANOHA. Aufbauend auf der programmatischen Neuausrichtung, die auch mit der gegenwärtigen Dauerausstellung verbunden ist, wird seit 2019 auch das Programm JMB on.tour weiterentwickelt.
Mit dem Projekt „on.tour – Das JMB macht Schule“ erreichte das Jüdische Museum Berlin Jugendliche. 16 Bundesländer nahmen teil. 430 Schulen auch die Jugendstrafanstalt Berlin hatten das JMB bis 2014 besucht. Im direkten Kontakt mit den Schülern sollten das Interesse und die Begeisterung für deutsch-jüdische Geschichte geweckt und die Fähigkeit zu vorurteilsfreiem und kritischem Denken gestärkt werden. Indem das Museum zu den Schulen gefahren ist, wollte es Lehrer darin bestärken, sich im Unterricht mit der deutsch-jüdischen Geschichte zu beschäftigen – über die Auseinandersetzung mit dem Nationalsozialismus hinaus. Ein weiteres Ziel von „on.tour – Das JMB macht Schule“ formulierte W. Michael Blumenthal, Gründungsdirektor des Jüdischen Museums Berlin: „Jeder Schüler und jede Schülerin in Deutschland sollte das Jüdische Museum Berlin mindestens einmal besucht haben, bevor sie die Schule beenden.“
Die mobile Ausstellung wurde auf dem Schulhof oder im Schulgebäude aufgebaut. Fünf robuste und flexibel einsetzbare Ausstellungswürfel mit 16 Vitrinen und leicht verständlichen Texttafeln gaben Einblick in die jüdische Geschichte und Lebenswelt. Anhand von Alltagsgegenständen und Zeremonialobjekten wurden die Themen „Jüdischer Alltag“, „Leben und Überleben“, „Chancen und Diskriminierung“ und „Feste feiern“ vorgestellt. So verwiesen beispielsweise koschere Gummibärchen, die mit dem Stempel des Rabbinats versehen sind, auf die jüdischen Speisegesetze. Das Spannungsfeld im 19. Jahrhundert zwischen dem Wunsch nach Anerkennung und Chancengleichheit einerseits, Berufsverboten und Diskriminierungen andererseits wurde beispielhaft an den Lebensgeschichten des Kondomfabrikanten Julius Fromm und des berühmten Physikers und Weltbürgers Albert Einstein deutlich. Die Verknüpfung der deutsch-jüdischen Geschichte mit der Lebenswelt der Schüler sollte auch Lust auf einen Besuch des Jüdischen Museums Berlin machen.
Die ANOHA Kinderwelt ist in diesem Rahmen bundesweit aktiv. ANOHA fokussiert insbesondere auf die Anbindung an die Nachbarschaft, den Kiez und die Berliner Bezirke. Hierfür zeichnen spezielle Programme zur kulturellen Vielfalt unter der Überschrift „Auf die Arche und zurück“ verantwortlich.

## ANOHA – Kinderwelt des Jüdischen Museums Berlin

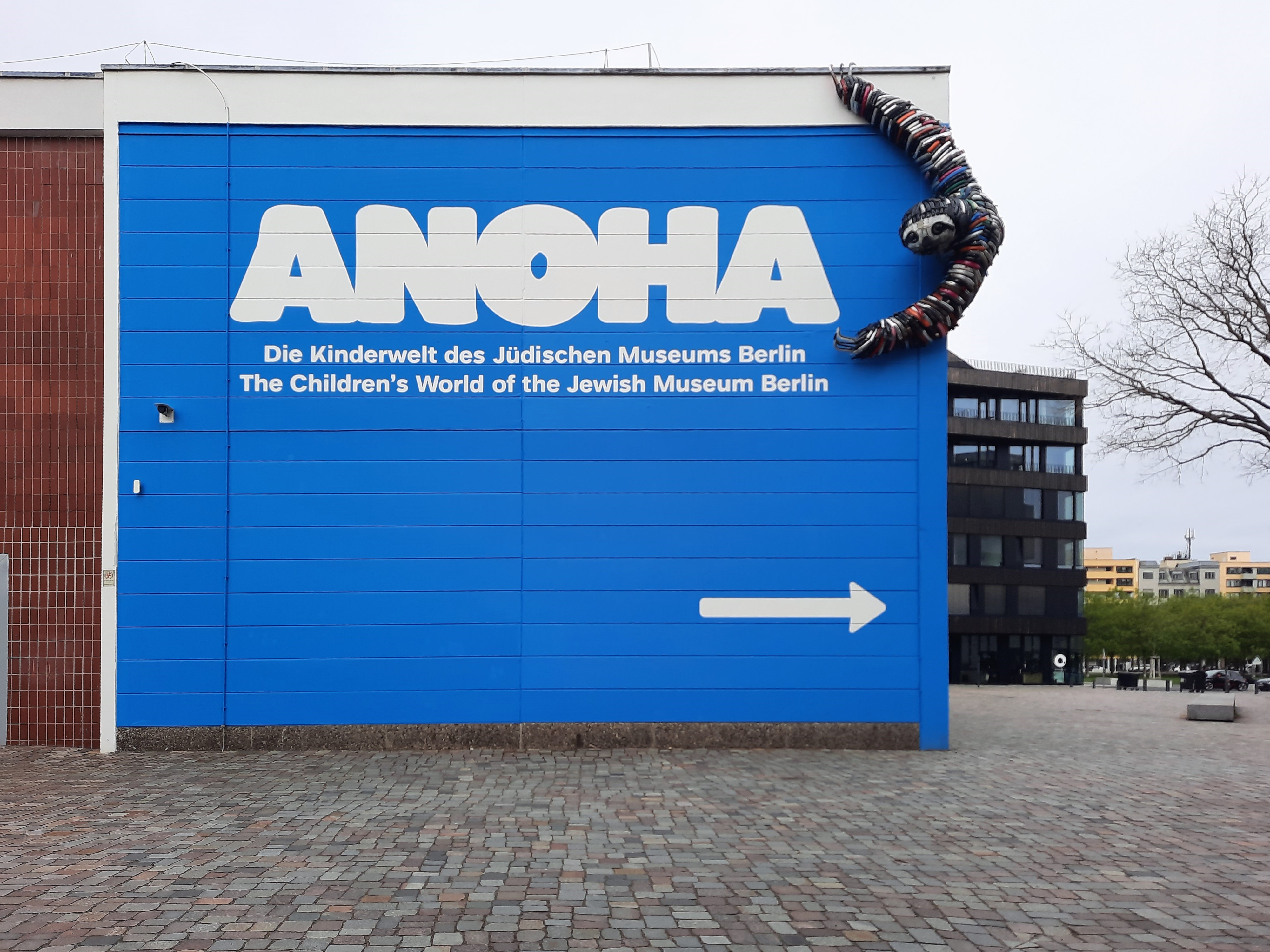
Eingang zur ANOHA-Ausstellung

ANOHA, die Kinderwelt des Jüdischen Museums Berlin, zeigt als Dauerausstellung die Geschichte der Arche Noah aus der Tora für Kinder im Kita- und Grundschulalter. Damit erweitert das Jüdische Museum Berlin sein Angebot. Der Eintritt ins ANOHA ist kostenfrei.
Die „Kinderwelt“ befindet sich gegenüber dem Jüdischen Museum Berlin in der ehemaligen Blumengroßmarkthalle (Berlin-Kreuzberg) hinter der „W. Michael Blumenthal Akademie“. Der Eingang liegt auf der Nordseite dieses Gebäudes. An der Fassade weist ein vier Meter großes Faultier aus Fahrradschutzblechen und anderen recycelten Gegenständen auf das Kindermuseum hin.

### Bau und Ausstellung
Die „Kinderwelt“ entstand zwischen 2018 und 2020 nach einem Entwurf des Architektur- und Ausstellungsbüros Olson Kundig Architecture and Exhibit Design Seattle/WA, USA. Bei der Umsetzung verpflichtete sich das Jüdische Museum Berlin zu nachhaltigem Bauen. Statt eines Neubaus wurde ANOHA auf 2695 m2 Bruttogeschossfläche in einen bestehenden Gebäudekomplex, die ehemalige Blumengroßmarkthalle Kreuzberg hineingesetzt. Die Eröffnung fand am 23. Juni 2021 statt.
Das nachhaltige Klimakonzept nutzt ein eigens für diese Ausstellung entwickeltes Lüftungs- und Energiesystem. Es basiert auf einer natürlichen Be- und Entlüftung. Für den Luftaustausch sind große Deckenventilatoren sowie RWA-Fenster (Fenster mit Rauch- und Wärmeabzugsfunktion) in der Halle sowie im Ausstellungskorpus zuständig und machen energieaufwändige Vollklimaanlagen überflüssig.
Mittelpunkt der Ausstellung ist eine Arche aus unbehandeltem, einheimischem, nachwachsendem Holz mit einer Fläche von 585 m². Der Fichtenkorpus in der Anmutung eines Schiffs, ist dabei – einer mesopotamischen Überlieferung angelehnt – rund und nimmt unterhalb der gewölbten Decke der Blumengroßmarkthalle sieben Meter Höhe und einen Durchmesser von 28 Metern ein.
Auf der Arche selbst befinden sich 150 Tierskulpturen: Schlüsselobjekte für verschiedene Themen und Gesprächsanlässe. Jede Tierskulptur wurde aus Fundstücken, gebrauchten Alltagsgegenständen und recycelten Materialien von Künstlern gestaltet. Die lebensgroße Eselin besteht zum Beispiel aus 71 verschiedenen Teilen und Gegenständen. Verantwortlich für den Tierbau war kubix GmbH.

### Bildung und Vermittlung
Als Ort des freien Spiels und Entdeckens setzt ANOHA auf das innovative Konzept der Immersion, das Eintauchen in das Geschehen, und auf den Einsatz von pädagogisch geschulten Vermittlerinnen und Vermittlern vor Ort. Dies ermöglicht den Besuchern, sich interaktiv und spielerisch in einen Erkenntnisprozess zu begeben. Ausgehend von der Erzählung der Arche Noah aus der Tora führt ANOHA so an wichtige religiöse und gesellschaftliche Fragestellungen heran. Durch Installationen, angeleitete Aktivitäten und die Erzählung vor Ort sind die Besucher Teil der Geschichte.
Im Eingangsbereich wird die Illusion von Regen erzeugt und Pfützen-Installationen lassen Platschgeräusche hören, wenn man in sie hineinspringt. An Hands on-Stationen können die Kinder Wassergeräusche hervorbringen und „Wasserkonzerte“ veranstalten. An einer Werkbank lassen sich eigene Schiffe bauen, die im Sintflutsimulator, einer 14 Meter langen Wasserstrecke, getestet werden können. Zahlreiche der Tierskulpturen sind mobil und können von den Kindern an Bord der Arche gebracht werden. Sowohl das Personal als auch die Kinder können die Geschichte der Arche Noah an verschiedenen Orten im Haus weitererzählen.
Das immersive Erlebnis wird intensiviert durch physische Aktionen. Durch die Riesenschlange Anakonda klettern, die Giraffe herunterrutschen, in der Werft Boote bauen oder im Zentrum der Arche über die Zukunft diskutieren, bietet die Ausstellung eine Fülle von Themen, die durch die jüdische Geschichte, Erfahrungen und Kultur neue Perspektiven auf den Umgang mit Migration und Identität in einer vielfältigen Gesellschaft eröffnen. Die Themenvermittlung gliedert sich in drei Vermittlungssäulen, die sich aus der aktiven Auseinandersetzung mit der Geschichte der Arche Noah ergeben:
1. Nachdenken über Gott und die Welt,[56]
2. Natur- und Artenschutz,[62]
3. Zusammenleben und Förderung der Teilhabe; Prävention von Antisemitismus, Rassismus, Ausgrenzung.[54]

Diese Themen werden ergänzt durch Workshops, Ferienprogramme, Veranstaltungen und mobile Formate. Hierfür stehen im ANOHA zwei Atelierräume und ein Performance-Raum mit einer Bühne zur Verfügung.
Im Vermittlungs- und Bildungskonzept von ANOHA wurde der Early Excellence Ansatz ins Museum geholt. Weitere Methoden sind das Hands on-Minds on-Prinzip, die in Amsterdam entwickelte Methode „I ASK“. Zur Inklusion wurde ANOHA barrierearm gebaut und entwickelt u. a. zusammen mit dem Deutschen Blinden- und Sehbehindertenverband e. V. und einer Arbeitsgruppe Inklusion spezielle Angebote zur Teilhabe.

### Beratung durch Kinder
Ein eigens initiierter Kinderbeirat arbeitet seit 2017 an der Entwicklung der neuen „Kinderwelt“ mit. Die Kinder im Beirat sind zwischen 8 und 12 Jahre alt und kommen aus unterschiedlichen Berliner Schulen zusammen. Beteiligte Schulen sind: Galilei-Grundschule, Heinz-Galinski-Schule, Evangelische Schule Berlin-Friedrichshain, Wilhelm-von-Humboldt Gemeinschaftsschule, Friedenauer Gemeinschaftsschule, Kurt-Schumacher Grundschule. In regelmäßigen Treffen bringen die Kinder ihre Wünsche ein und entwickeln neue Ideen, die in Workshops getestet werden.

## Kontroversen

### Ausstellung „Welcome to Jerusalem“
Anfang des Jahres 2019 forderte der israelische Ministerpräsident Benjamin Netanjahu in einem Brief an Bundeskanzlerin Angela Merkel dazu auf, die von Cilly Kugelmann und Margret Kampmeyer kuratierte Ausstellung Welcome to Jerusalem, die bis Ende April 2019 im Jüdischen Museum Berlin zu sehen war, zu schließen, weil sie eine einseitige, „palästinensisch-muslimische Sicht“ auf die Stadt präsentiere. Netanjahu gefiel die BDS-tolerante Haltung des Hauses schon lange nicht. Museumsdirektor Peter Schäfer und die Kulturministerin Grütters wiesen Netanjahus Vorwürfe als politische Einmischung zurück.
Die Sonderausstellung wurde auch von der Jüdischen Gemeinde zu Berlin als einseitig kritisiert. Der Antisemitismusbeauftragte der Jüdischen Gemeinde zu Berlin, Sigmount A. Königsberg, sagte, dass in der (sehr umfänglichen) Ausstellung „durch systematisches Weglassen das Bild verzerrt“ würde. So würden demnach Israel einseitig als Aggressor und die Palästinenser als sich auf legitime Weise (im Befreiungskampf) wehrende Opfer dargestellt.
Der Grünen-Politiker Volker Beck schloss sich der Kritik an: „Es wird behauptet, Israel hätte 1967 anlasslos Ost-Jerusalem erobert“, sagte er. Jedoch würde der Vormarsch der ägyptischen Armee, der jordanische Beschuss West-Jerusalems und Israels Warnung an Jordanien vor dem Kriegseintritt „mehr oder minder unter den Tisch“ fallen. Die Vertreibung von hunderttausenden Juden aus arabischen Staaten nach der Staatsgründung Israels und die Zusammenarbeit des ehemaligen Jerusalemer Großmuftis Mohammed Amin al-Husseini mit deutschen Nationalsozialisten würden verschwiegen.

### Rücktritt des Museumsdirektors
Auf Kritik am Museum stieß ebenso, dass Museumsdirektor Peter Schäfer im März 2019 den Botschafter des Kulturrats der Islamischen Republik Iran, Seyed Ali Moujani, empfangen hatte, der Judaica aus iranischem Besitz übergeben wollte. Das Treffen war mit Fotos auf der Website der iranischen Botschaft dokumentiert worden.
Im Juni 2019 trat Schäfer von seinem Amt zurück. Anlass war ein Tweet der Pressestelle des Museums mit der Empfehlung eines Artikels, in dem jüdische und israelische Wissenschaftler den Beschluss des Bundestages kritisierten, die BDS-Bewegung als antisemitisch einzustufen. Dieser Tweet sei gegen den ausdrücklichen Willen von Peter Schäfer formuliert worden, so Michael Wolffsohn im Tagesspiegel. Der Zentralrat der Juden in Deutschland brach daraufhin den Kontakt zu dem Museum ab. Zentralratspräsident Josef Schuster schrieb: „Unter diesen Umständen muss man darüber nachdenken, ob die Bezeichnung ‚jüdisch‘ noch angemessen ist.“ Der frühere israelische Botschafter Schimon Stein und der israelische Historiker Moshe Zimmermann warnten vor diesem Hintergrund in einem Gastbeitrag im Tagesspiegel vor einer Beschneidung der Meinungsfreiheit in Deutschland.
Der Stiftungsrat beschloss am 22. Juni 2019, dass das Museum ein Jahr lang kommissarisch geleitet werden solle, bis ein Nachfolger für Schäfer gefunden worden sei.

## Sonstiges
- Seit 1999 ist es über den Auslandsdienst Österreichs möglich, am Jüdischen Museum Berlin einen Gedenkdienst zu leisten.
- Seit 2002 ehrt das Jüdische Museum Berlin mit dem Preis für Verständigung und Toleranz Persönlichkeiten, die sich in diesem Sinne auf herausragende Weise verdient gemacht haben.
- Im Jahr 2013 wurde das Jüdische Museum Berlin mit dem Ehrenpreis des Roland Berger Preises für Menschenwürde ausgezeichnet.[73]
- Besucher müssen sich auf umfangreichere Sicherheitskontrollen einstellen als bei anderen Museen üblich.
- Der Entwurf für den Anbau an das Landesmuseum Zürich von 2002 mit seinen spitzen Winkeln, dem zickzackförmigen Grundriss, der langen Treppe und seiner zum Altbau kontrastierenden geschlossenen Fassade zeigt Parallelen zum Libeskind-Anbau.

## Filme
- Jüdisches Museum Berlin (= Museums-Check. Folge 1). Reportage, 30 Min., Moderation: Markus Brock, Produktion: 3sat. Erstausstrahlung: 30. Mai 2010.[74]